# Анисимов, Сергей Павлович
Серге́й Па́влович Ани́симов (род. 9 февраля 1990, Колпашево, Томская область, СССР) — российский футболист, защитник.

## Карьера
Играл в детских командах Томской области. На одном из турниров был замечен тренером школы «Шинника». Позже на Анисимова претендовали несколько клубов, в том числе московский «Спартак», но он решил остаться в «Шиннике». В Премьер-лиге провёл один матч 22 ноября 2008 года против ЦСКА (1:0), заменив на 90-й минуте Максима Бурченко. В 2010—2012 годах защищал цвета костромского «Спартака». В 2012 году перешёл в «Знамя Труда». В 2014 году пополнил ряды клуба «Машук-КМВ», а через полгода подписал контракт с «Коломной». В 2015—2016 годах защищал цвета «Астрахани». Завершил карьеру в 2017 году в «Калуге».

## Достижения
- Серебряный призёр зоны «Запад» Второго дивизиона: 2011/12